# Marian Kowalski (poseł)
Marian Kowalski (ur. 6 maja 1920 w Nowym Antoninie, zm. 4 stycznia 2011) – polski rolnik, poseł na Sejm PRL IV kadencji.

## Życiorys
Syn Zygmunta i Stefanii z domu Kasperskiej. Uzyskał wykształcenie podstawowe, z zawodu rolnik. Wstąpił do Polskiej Zjednoczonej Partii Robotniczej, został przewodniczącym prezydium gromadzkiej rady narodowej w Woli Skromowskiej. W 1965 uzyskał mandat posła na Sejm PRL IV kadencji w okręgu Radzyń Podlaski. W trakcie kadencji zasiadał w Komisji Leśnictwa i Przemysłu Drzewnego.
Odznaczony Orderem Krzyża Grunwaldu, Brązowym Krzyżem Zasługi i Medalem 10-lecia Polski Ludowej.
Pochowany na cmentarzu parafialnym w Firleju.